# Lorelai Gilmore
Lorelai Victoria Gilmore (nata il 25 aprile 1968) è una delle protagoniste della serie televisiva Una mamma per amica (Gilmore Girls), interpretata da Lauren Graham. Lorelai prende il nome dalla nonna paterna Lorelai "Trix" Gilmore (Marion Ross) ed è la madre di Rory (Alexis Bledel).
Cresciuta ad Hartford, nel Connecticut, Lorelai è uno spirito libero, determinata ed estroversa, una ragazza degli anni ottanta e della generazione di MTV.
I suoi ricchi genitori, Richard (Edward Herrmann) e Emily (Kelly Bishop), le hanno impartito l'educazione tipica dell'alta borghesia americana ma Lorelai si è sempre mostrata insofferente alle convenzioni e al rigido conformismo del suo ambiente. All'età di 16 anni avrebbe dovuto fare il suo debutto nell'alta società, ma poco prima del ballo scopre di essere incinta sconvolgendo i piani e le aspettative dei genitori.

## Caratteristiche di Lorelai
Le abitudini alimentari di Lorelai sono a dir poco malsane; si autoproclama una caffeina-dipendente (considera addirittura il caffè il suo ossigeno) e mangia quasi esclusivamente Pop-Tarts e take away; l'unico periodo in cui desiderò mangiare frutta fu quando era incinta di Rory. Lei e Rory hanno una regolare serata cibo-e-cinema, durante le quali viene ordinato abbastanza cibo per poterci pranzare e cenare per tutta la settimana successiva. Lorelai odia il cibo fresco e la frutta e preferisce cibi con dentro più "schifezze" possibili.
Lorelai è un'umorista nata e ha una battuta pronta per ogni situazione, battute che spesso fanno riferimento alla cultura della musica pop, all'attualità, ma anche alla storia e alla politica. Spesso, comunque, fa dei commenti che possono confondere le persone che non la conoscono molto bene. Tali tipi di interazione confondono molto spesso anche coloro che le sono più vicini come Luke Danes, i suoi genitori e Christopher Hayden, il padre di Rory. Solo con la figlia che condivide questo particolarissimo senso dell'umorismo, c'è una totale e completa comprensione; tra le due infatti nascono dialoghi del tutto esilaranti che lasciano al di fuori gli altri personaggi e che costituiscono un pilastro fondamentale su cui si basa l'intero telefilm.
Lorelai tende a isolarsi dagli amici e dalla famiglia dopo discussioni particolarmente accese, tuttavia la sua modalità di reazione alle liti appare diversa in base al tipo di rapporto che ha con la persona con cui ha litigato. Nelle liti con Rory, ad esempio, Lorelai tende in genere a cercarla per parlare, ma qualora ottiene un rifiuto da quest'ultima, la sua tendenza è quella di evitarla fino a che non sia la stessa Rory a cercarla. Ciò è avvenuto in più di un'occasione nel corso delle stagioni di Una mamma per amica. Se, invece, la lite è con uno dei suoi genitori, in particolare con la madre, Lorelai tende ad evitare il confronto a causa del complesso rapporto che lega quest'ultima alla sua famiglia.

## L'inizio
Durante la scuola superiore, Lorelai è fidanzata con Christopher Hayden (David Sutcliffe), figlio di Straub (Peter Michael Goetz) e Francine (Cristine Rose), e rimane incinta a sedici anni poco tempo prima del suo debutto in società, creando nei suoi genitori imbarazzo e delusione. I genitori di Christopher e Lorelai cercano di convincere i due ragazzi a sposarsi, ma mentre Christopher acconsente, Lorelai si rifiuta. Quando si rende conto di essere in travaglio, Lorelai guida da sola fino all'ospedale, non volendo in alcun modo che i suoi genitori si intromettano nella sua vita.
Dopo la nascita di sua figlia, Lorelai "Rory" Leigh Gilmore,, Lorelai vive con i suoi genitori per circa un anno prima di abbandonarli lasciando loro un biglietto e trasferendosi nel paesino del Connecticut Stars Hollow. Qui trova lavoro come cameriera presso l'hotel "Independence Inn". La proprietaria della locanda, Mia (interpretata prima da Elizabeth Franz, poi da Kathy Baker), accoglie Lorelai come se fosse sua figlia e dà a lei e a Rory un posto dove poter vivere, sul retro della locanda. Lorelai lavora per molti anni alla locanda come cameriera ma in seguito viene promossa direttrice. All'hotel, Lorelai incontra la sua migliore amica, Sookie St. James (Melissa McCarthy), una chef talentuosa.
Mentre dirige l'Independence Inn, Lorelai frequenta ad Hartford il Community College conseguendo una laurea triennale in economia aziendale. In seguito ad un corto circuito che provoca l'incendio e la successiva chiusura dell'hotel , Lorelai e Sookie decidono di impegnarsi in una compagnia di catering nell'attesa di realizzare il loro più grande sogno, aprire una locanda. Il Dragonfly Inn viene aperto il 6 maggio durante la quarta stagione.

## La famiglia
Per diversi anni Lorelai non ha avuto contatti con i genitori, se non durante le maggiori festività come il Natale. La sua avversione verso i genitori cominciata quando era ancora un'adolescente è durata infatti fino all'età adulta. La relazione tra Lorelai e Rory si è invece sviluppata come se le due fossero migliori amiche o sorelle anziché madre e figlia. Lorelai stessa dice che la sua relazione con Rory è prima di tutto da migliore amica, e solo in un secondo momento da madre. Lorelai usa la "carta da mamma" solo come ultima risorsa, quando è davvero indispensabile. Ma le strade di Lorelai e dei suoi genitori sono costrette ad incontrarsi quando Rory viene accettata all'esclusiva scuola superiore Chilton. Richard e Emily pagheranno la retta di Rory in cambio delle "cene del venerdì sera", ogni venerdì sera Rory e Lorelai dovranno cenare dai nonni.
Lorelai salda il debito coi suoi genitori quando Richard le dà i soldi di un investimento che lui stesso aveva fatto alla nascita della figlia, non è così più costretta alla cena del venerdì. Ma Rory chiede ai nonni di pagarle la retta di Yale, in cambio lei parteciperà nuovamente alle cene del venerdì. Lorelai, nonostante non sia più obbligata, frequenta occasionalmente ancora le cene del venerdì, poiché le permettono anche di vedere Rory durante la sua permanenza a Yale.
Proprio grazie a Rory, Lorelai riaprirà i contatti con i suoi genitori, nonostante a volte senta che loro preferiscono Rory a lei. Pensa infatti che i suoi genitori vedano in Rory quella figlia che avrebbero voluto avere. Questo diventa evidente quando Rory si trasferisce dai nonni, ben contenti di ospitarla dopo che la ragazza ha litigato con Lorelai per la decisione di lasciare Yale. Lorelai e Rory si riconciliano quando Emily comincia a voler controllare un po' troppo la vita di Rory.

## Relazioni amorose
Oltre ad un tira e molla con Christopher, le conquiste di Lorelai includono Alex Lesman (Billy Burke), un imprenditore che progetta di aprire una catena di caffetterie (per lui Lorelai impara a pescare), Max Medina (Scott Cohen), un insegnante della Chilton con il quale si è quasi sposata, Jason Stiles e Luke Danes, il proprietario del fast food di Stars Hollow.

### Max Medina
Max è un'insegnante di letteratura inglese alla Chilton dal quale Lorelai è attratta. Malgrado la natura proibita del rapporto (Max è l'insegnante di Rory), Lorelai accetta di uscire con Max. La loro relazione si fa seria nel corso di tutta la prima stagione, e Max decide di chiedere a Lorelai di sposarlo. La prima volta Max si propone in modo poco romantico così lei rifiuta ma la seconda volta, accettando il suggerimento di Lorelai, si propone mandandole mille margherite gialle. Lorelai e Max rompono una settimana prima del matrimonio, all'inizio della seconda stagione, quando la donna si rende conto di non provare sentimenti talmente forti per Max da poterlo sposare. Max ritorna alla fine della terza stagione, e i due si scambiano anche un fugace bacio, ma non si rimettono insieme e il personaggio scompare definitivamente.

### Alex Lesman
Lorelai conosce Alex durante un seminario nel quale Sookie incontra un amico di vecchia data. Alex chiede a Lorelai un appuntamento che consiste nell'accompagnarlo ad assaggiare delle miscele di caffè. Per il loro secondo appuntamento Lorelai accetta di andare a pescare, nonostante non sappia affatto farlo. Luke interviene in aiuto di Lorelai e le insegna a pescare. La relazione, fra alti e bassi, si interromperà a causa dell'inizio della frequentazione di Lorelai con Jason Stiles.

### Jason Stiles
Jason e Lorelai si conoscono dall'infanzia poiché frequentarono insieme un campeggio. Il padre di Jason è il proprietario della compagnia assicuratrice in cui lavora Richard. Quando quest'ultimo si licenzia, decide di rimettersi in affari fondando una nuova compagnia assicuratrice e qualche anno dopo prende come nuovo socio proprio Jason, da sempre in conflitto con suo padre e intenzionato a danneggiarlo. A causa di questa società nascono dei conflitti con Emily, la cui visione di gestione delle relazioni negli affari è osteggiata da Jason, che considera ormai antichi e superati i canapè party di Emily. A causa di questi dissidi viene annullato il party della società che stava organizzando proprio Lorelai e tali eventi fanno incontrare i due. Jason tenta di avvicinarsi a Lorelai e i due cominciano una relazione segreta, parzialmente alimentata dalla natura ribelle di tale rapporto. Una volta scoperti da Richard e Emily, Lorelai e Jason continuano a frequentarsi fino a quando sorgono gravi conflitti tra Jason e la famiglia di Lorelai che portano Richard a tornare alla sua vecchia compagnia, rompendo di fatto la società con Jason e portandogli via tutti i suoi clienti. Jason decide quindi di fare causa alla famiglia di Lorelai e quest'ultima, rifiutandosi di schierarsi contro la sua famiglia, rompe la relazione con Jason. Questi tenterà in seguito una riconciliazione, ma invano. La loro relazione copre tutta la quarta stagione.

### Christopher Hayden
I genitori di Lorelai approvano Christopher, poiché è il padre di Rory, e cercano in tutti i modi di riavvicinare i due ragazzi. Nonostante diverse proposte di matrimonio, Lorelai mantiene un'amicizia con Christopher attraverso gli anni. Comunque, quando Lorelai scopre che Christopher ha trovato un lavoro fisso e ha un'automobile (al posto della moto che per tanti anni ha usato), comincia a capire che forse Christopher stia veramente cambiando e gli dà così una chance. La loro storia sembra concretizzarsi nelle ultime puntate della seconda stagione, ma viene bruscamente cancellata quando Christopher scopre di aspettare una bambina, Georgia, soprannominata Gigi, dalla sua ex-fidanzata Sherry Tinsdale (Mädchen Amick). Il personaggio farà poi solo fugaci apparizioni, fino alla quinta stagione.
Lorelai capisce di aver definitivamente chiuso con Christopher fino a quando l'uomo e Gigi vengono lasciati da Sherry che ha accettato un lavoro a Parigi. Christopher e Lorelai ricominciano a frequentarsi quando la relazione tra Luke e Lorelai entra in crisi. Christopher dice a Lorelai di amarla ancora, di averla sempre amata e che non smetterà mai di amarla e non può passare il resto della vita senza di lei. Egli è convinto che Lorelai sia l'unica donna per lui. Christopher la convince a sposarla a Parigi in un matrimonio lampo senza nessun coinvolgimento delle famiglie e degli amici di entrambi. Così il personaggio ritorna in pianta stabile tra la sesta e la settima stagione.
La sua relazione con Christopher finisce, nel corso della settima stagione, perché Lorelai capisce che è ancora innamorata di Luke e Christopher non riesce ad accettare di essere la sua seconda scelta.

### Luke Danes
Luke Danes è il proprietario della tavola calda dove Lorelai e Rory vanno tutti i giorni. È l'uomo più importante della vita di Lorelai, colui che è la principale causa di tutte le relazioni finite male di entrambi. I due hanno il loro primo appuntamento dopo otto anni dal loro primo incontro, e dopo quattro stagioni di lievissimo corteggiamento, mai concretizzatosi. La loro storia, iniziata nell'ultima puntata della quarta serie, proseguirà, a parte una breve separazione, per tutta la quinta serie. Nell'ultima puntata della quinta serie Lorelai chiede a Luke di sposarla e lui accetta. Tuttavia, a causa di vari problemi che affliggeranno la coppia (il litigio con Rory prima, ma soprattutto la scoperta di avere una figlia da parte di lui) il matrimonio sarà rimandato. Lorelai, tuttavia, incapace di aspettare e di essere messa in secondo piano rispetto alla figlia di Luke, decide di dare a lui un ultimatum: o si sposeranno o è finita. Nasce un litigio che porterà alla rottura fra i due e la totale mancanza di lucidità da parte di Lorelai che, disperata, passa la notte stessa del litigio con Christopher. Nonostante Luke cambi idea la mattina dopo presentandosi a casa di Lorelai con il suo furgone pieno di cose e proponendole un matrimonio immediato, lei confessa di avere passato la notte con Christopher divorata dai sensi di colpa e ciò provocherà la rottura fra i due e a una relazione con Christopher culminata poi nel matrimonio a Parigi.
Avvenuta la separazione con Christopher, Lorelai tornerà con Luke solo nell'ultima puntata della settima stagione, a causa dell'orgoglio/timidezza di entrambi nel riallacciare un rapporto, e il telefilm si conclude con il loro bacio e un radioso futuro all'orizzonte.
Si sposeranno poi nell'episodio Autunno del revival, con una cerimonia intima a cui partecipano solo Rory, Lane e Michel, lasciando intendere che ripeteranno la cerimonia il giorno dopo per festeggiare con tutta Stars Hollow.

## Curiosità
- I suoi fiori preferiti sono le margherite gialle.
- La sua canzone preferita alle medie era "Shadow Dancing" di Andy Gibb.
- La sua band preferita alle superiori era The Go-Go's ma nella prima stagione lei stessa cita i Metallica come uno dei suoi gruppi preferiti. Tra i suoi gruppi preferiti ci sono anche The Bangles.
- Quando era una bambina, aveva una testa enorme ("La mia prima frase completa fu: "Testona vuole bambola" -- La scelta di Luke); per questo motivo ha bruciato tutte le sue foto da bambina.
- Ama il caffè e le torte.
- Si reca al locale di Luke almeno una volta al giorno (talvolta anche due) fino a che la loro relazione finisce.
- Può sentire l'odore della neve prima che cada; ha uno speciale rapporto con la neve perché sono successe molte cose durante i giorni di neve (Rory nasce durante una tempesta di neve; il primo bacio di Lorelai; la prima volta che Rory ha camminato; quando Lorelai era piccola e aveva un'infezione all'orecchio sperò che qualcosa di magnifico accadesse, la mattina dopo cadde la neve e Lorelai si convinse che era stata mandata dalla sua fata madrina). La sua relazione con la neve diventa meno magica quando durante la quinta stagione, Lorelai si trova a dover affrontare una serie di problemi proprio a causa di essa.